# Бакунина, Варвара Ивановна
Варвара Ивановна Бакунина (урождённая Голенищева-Кутузова; 15 (26) октября 1773— 20 апреля (2 мая) 1840) — русская писательница-мемуаристка, жена М. М. Бакунина, сестра поэта П. И. Голенищева-Кутузова.

## Биография
Родилась 15 (26) октября 1773 года в семье адмирала и литератора Ивана Логгиновича Голенищева-Кутузова и его жены — фрейлины Авдотьи (Евдокии) Ильиничны Бибиковой (1743—1807), дочери Ильи Александровича Бибикова. Еще девочкой она была воспета самим Г. Р. Державиным: «Как, Варюша, ты прекрасна!» — начинались стихи, обращенные к ней поэтом.
27 октября 1792 года Варвара Ивановна вышла замуж за Михаила Михайловича Бакунина (1764—1837), сына вице-президента Камер-коллегии Михаила Васильевича Бакунина (1730—1803) от его брака с княжной Любовью Петровной Мыщецкой (1739—1814), будущего могилевского и санкт-петербургского губернатора, генерал-майора и сенатора Российской империи.
В 1796 году, не взирая на опасность, сопровождала своего мужа в ходе Русско-персидской войны, была свидетелем Штурма Дербента и впоследствии записала всё увиденное и слышанное ею во время этого похода. Воспоминания были опубликованы ее дочерью в «Русской старине» в 1887 году. Ранее ею были напечатаны дневники матери, относящиеся ко времени Отечественной войны 1812 года. Эти записки любопытны, как отголосок того, что делалось, что думалось и говорилось в петербургском обществе во время тревожных внутренних и внешних событий двенадцатого года. Составительница их была большая патриотка, не удовлетворявшаяся, как и большинство из её общества, русской политикой того времени.
С 1801 года Варвара Ивановна проживала с мужем в Могилеве, а с 1808 года в Петербурге. С 1813 года состояла членом Санкт-Петербургского женского патриотического общества, а 1816—1819 года была попечительницей Елизаветинской школы. В петербургских литературных кругах Бакунина прославилась тем, что в 1815 году после премьеры памфлетной комедии А. А. Шаховского «Урок кокеткам, или Липецкие воды» увенчала драматурга лавровым венком, вызвав бурную реакцию в стане карамзинистов и тем самым невольно поспособствовала созданию литературного общества «Арзамас». По словам англичанки Марты Вильмот, госпожа Бакунина была

маленькой, весёлой, остроумной женщиной, достаточно умной, чтобы собрать вокруг себя симпатичных людей и, насколько возможно, изгнать церемониал. Будучи страстной любительницей театра, Бакунина и сама проявляла актерский талант, быть может, не блестящий, но всё же играла она очень хорошо. К тому же она так глубоко входила в роль, что если забывала слова, она без запинки передавала смысл своими словами, и так искусно, что никто не замечал подмены слов.
Живя только сенаторским жалованием, в 1820 году Бакунины переехали в Москву, где жизнь была дешевле. В их московском доме 
часто бывали Ф. Н. Глинка, драматург А. А. Шаховской, писатель М. Н. Загоскин, И. И. Дмитриев и К. П. Брюллов. Варвара Ивановна постоянно находились в центре культурной и светской жизни Москвы. Она была в курсе всех литературных новинок, посещала театральные премьеры, балы, вечера, рауты. Изредка она с дочерьми выезжала в Петербург, навещала друзей и родственников, известно, что на обеде у графини Фикельмон Варвара Ивановна встречалась с Пушкиным. Была она в столице и зимой 1836—1837 годов, когда происходили события, приведшие к дуэли и гибли поэта. Об этих событиях Бакунины писали друг другу письма. Варвара Ивановна — в Москву к мужу, а её дочери Екатерина и Прасковья — в Париж к сестре Евдокии. Письма эти были опубликованы. Последние годы жизни Бакунина провела на даче за Бутырской заставой, где у неё был небольшой дом с обширным старинным садом. Умерла в апреле 1840 года.

## Дети

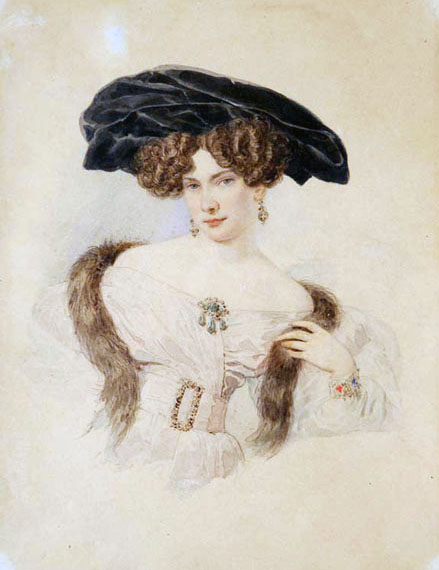
Евдокия Михайловна Бакунина

- Евдокия (1793—1882), художница, в 1835 году была удостоена серебряной медали первого достоинства Академии художеств и как пенсионерка отправлена за границу. Замужем не была. После смерти матери вместе с сестрами владела Казицыном. Погребена в Прямухине.
- Василий (1795—1863), полковник, драматический писатель, бездетный.
- Любовь (1801 — ок. 1830), замужем за Василием Ивановичем Головиным (1796—1845), поручиком и литератором.
- Иван (1802—1874), полковник, похоронен на погосте Понизовье Торопецкого уезда. С 1870 года был женат на Екатерине Васильевне Собакиной (ок. 1830 — после 1871). Их два сына и дочь, рожденные до брака, узаконены указом от 10.02.1874 года.
- Прасковья (04.05.1809[13]—1880), писательница, поэтесса, сотрудница журнала «Москвитянин». Незамужняя. Похоронена в Прямухине.
- Екатерина (1810—1894), в Крымскую кампанию в 1855 года была сестрой милосердия в Севастополе, работала с Пироговым, затем начальница Крестовоздвиженской общины в Кронштадте, позднее жила с сестрами в Казицыне, где организовала больницу для местных жителей, во время русско-турецкой войны 1877—1878 годов находилась на Кавказском театре военных действий. Похоронена в Прямухине.